# 伊沢村 (新潟県)
伊沢村（いさわむら）は、かつて新潟県東頸城郡にあった村。

## 沿革
- 1889年（明治22年）4月1日 - 町村制施行に伴い東頸城郡犬伏村、孟地村、苧島村、片桐山村、中子村、滝沢村、海老村、東山村（一部）が合併し、伊沢村が発足。
- 1901年（明治34年）11月1日 - 東頸城郡峰方村、松平村と合併し、松代村となり消滅。